# لوكهيد فيغا
لوكهيد فيغا  (بالإنجليزية: Lockheed Vega)‏ هي طائرة نقل، أحادية السطح وبمحرك واحد. أنتجت في الولايات المتحدة. من صناعة شركة لوكهيد. كان أول طيران لها في يوليو 4, 1927. دخلت الخدمة في 1928، صنع منها 132 طائرة.